# ۱۷۱۷ برادوی
۱۷۱۷ برادوی (به انگلیسی: 1717 Broadway) یک هتل و آسمان‌خراش است که در محله منهتن در نیویورک در ایالات متحده آمریکا قرار دارد. این ساختمان پس از تکمیل دارای ۲ هتل و ۲ مجموعه خدماتی متعلق به شرکت ماریوت خواهدبود. این ساختمان پس از تکمیل بلندترین هتل در نیمکره غربی خواهدشد.